# Gymnosporia bureaviana
Gymnosporia bureaviana là một loài thực vật có hoa trong họ Dây gối. Loài này được Loes. mô tả khoa học đầu tiên năm 1906.